# 坪井木の実
坪井 木の実（つぼい このみ、1963年12月12日 - ）は日本の女優、声優、ラジオパーソナリティ。東京都出身。劇団俳優座所属。母は声優の坪井章子。

## 来歴
1985年に劇団俳優座に所属。

## 人物
趣味・特技は映画鑑賞、音楽鑑賞、歌（歌謡曲、ミュージカル、ジャズ）。

## 出演作品

### テレビドラマ
- 桃太郎侍 狙われた将軍の首 （1992年、テレビ朝日） - 春風ひばり
- 女と愛とミステリー「松本清張特別企画・ガラスの城 伊豆修善寺殺人事件」（2001年1月31日、テレビ東京） - 池田素子
- 女と愛とミステリー「山村美紗サスペンス　殺意の果てに　飛騨高山夫人絞殺事件」（2001年3月11日、テレビ東京） - 飯島 弓江
- 金曜エンタテイメント
  - 「京都祇園芸妓シリーズ8 小野小町殺人事件」
  - 「京都恋人形殺人事件」
- 月曜ドラマスペシャル「冤罪1・2」
- 水曜ミステリー9
  - 「芸者小春姐さん奮闘記シリーズ」 - 芸者 桃千代
  - 「森村誠一サスペンス 刑事の証明2」（2012年1月4日、テレビ東京） - クラブのママ
  - 「森村誠一サスペンス 刑事の証明7」（2014年4月9日、テレビ東京） - 野沢真須美
- ナショナル劇場50周年記念特別企画「大岡越前」2時間スペシャル（2006年3月20日、TBS） - おとよ
- はぐれ刑事純情派
  - 第3シリーズ 第14話「友達が殺人!?疑われた女刑事」 - エステの店員
  - 第11シリーズ 第17話「婚外受精!?タレ込んだ女」
- 魔性の群像2（2014年） ‐ 内藤泰子
- ぼんくら2（2015年） - お春の母
- 大河ドラマ 青天を衝け（2021年、NHK） - 佐登 役

### テレビ番組
- 中居正広の金曜日のスマイルたちへスペシャル（再現VTRの小林幸子役、2016年1月22日）
- 理科教室小学校5年生（NHK教育）

### 映画
- タンポポ
- アカシアの町

### テレビアニメ
- BLUE DRAGON（2007年 - 2008年、テレビ東京） - フェニックス - 2シリーズ
- GON -ゴン-（2012年、テレビ東京） - アイクィーン
- キングダム（2013年 - 2022年、NHK） - 太后[2] - 2シリーズ
- 遊☆戯☆王VRAINS（2018年、テレビ東京） - 道順健碁の母

### ゲーム
- ニード・フォー・スピード ペイバック （ジェシカ・ミラー）

### 吹き替え

#### 担当女優
ホープ・デイヴィス
- プルーフ・オブ・マイ・ライフ（クレア）
- ぼくのともだち ドゥーマ（クリスティン）
- ミルドレッド・ピアース 幸せの代償（フォレスター夫人）

リヴ・タイラー
- 再会の街で（アンジェラ・オークハースト）
- ロード・オブ・ザ・リングシリーズ（アルウェン）
  - ロード・オブ・ザ・リング
  - ロード・オブ・ザ・リング/二つの塔
  - ロード・オブ・ザ・リング/王の帰還

#### 映画（吹き替え）
- アイズ ワイド シャット
- 愛なんていらない（イ先生）
- アイ,ロボット（スーザン・カルヴィン博士〈ブリジット・モイナハン〉） ※ソフト版
- アナコンダ・アイランド（コリンズ〈ジェシカ・スティーン〉）
- イン・ハー・シューズ（ローズ・フェラー〈トニ・コレット〉）
- 美しい人（ソニア〈ホリー・ハンター〉）
- エボリューション（アリソン・リード〈ジュリアン・ムーア〉） ※日本テレビ版
- オーシャン・オブ・ファイヤー（レディ・アン・ダヴェンポート〈ルイーズ・ロンバード〉）
- 俺たちニュースキャスター（ヴェロニカ・カーニングストーン〈クリスティナ・アップルゲイト〉）
- 悲しみが乾くまで（オードリー〈ハル・ベリー〉）
- ギルダ（ギルダ・マンスン・ファレル〈リタ・ヘイワース〉）
- キル・ビル Vol.1（ソフィ・ファタール〈ジュリー・ドレフュス〉）
- 金色の嘘（キャッスルディーン夫人〈マデリーン・ポッター〉）
- 撃鉄 GEKITETZ ワルシャワの標的（メレディス〈アンナ＝ルイーズ・プロウマン〉）
- 恋のクリスマス大作戦（アリシア・ヴァルコ〈クリスティナ・アップルゲイト〉）
- ココ・アヴァン・シャネル（アドリエンヌ・シャネル〈マリー・ジラン〉）
- 十戒（セフォラ〈イヴォンヌ・デ・カーロ〉） ※テレビ朝日版（DVD収録）
- 縞模様のパジャマの少年（ブルーノの母〈ヴェラ・ファーミガ〉）
- 上海から来た女（エルザ・バニスター〈リタ・ヘイワース〉）
- スイートガール（ダイアナ・モーガン〈エイミー・ブレネマン〉）
- すべては愛のために（サラ・ジョーダン・ボーフォード〈アンジェリーナ・ジョリー〉）
- センター・オブ・ジ・アース2 神秘の島（リズ・アンダーソン〈クリスティン・デイヴィス〉[3]）
- ソウル・サーファー（シェリー・ハミルトン〈ヘレン・ハント〉）
- ダーク・フェアリー（キム〈ケイティ・ホームズ〉）
- ターミネーター4（セレーナ・コーガン〈ヘレナ・ボナム＝カーター〉）
- ダイ・ハード4.0（マイ・リン〈マギー・Q〉[4]）
- チャイルド・イン・タイム（セルマ〈サスキア・リーヴス〉[5]）
- テイラー・オブ・パナマ（フランチェスカ・ディーン〈キャサリン・マコーマック〉）
- トランスポーター2（オードリー・ビリングス〈アンバー・ヴァレッタ〉[6]） ※テレビ朝日版
- ドミノ（タリン・マイルズ〈ルーシー・リュー〉）
- 閉ざされた森（ジュリー・オズボーン大尉〈コニー・ニールセン〉）
- ネバーセイ・ネバーアゲイン（ファティマ〈バーバラ・カレラ〉） ※WOWOW版
- ハンガー・ゲームシリーズ（エフィー・トリンケット〈エリザベス・バンクス〉）
  - ハンガー・ゲーム
  - ハンガー・ゲーム2
  - ハンガー・ゲーム FINAL: レジスタンス
  - ハンガー・ゲーム FINAL: レボリューション
- THE 4TH KIND フォース・カインド（アビゲイル・タイラー博士〈本人〉）
- プリンセス・ダイアナ〜最後の1年〜（プリンセス・ダイアナ〈エイミー・セコム〉）
- ペイバック（ロージー〈マリア・ベロ〉）※日本テレビ版
- マイアミ・ガイズ -俺たちはギャングだ-（オリビア・ニール〈キャリー＝アン・モス〉）
- マネー・ピット（アンナ・フィールディング〈シェリー・ロング〉） ※ソフト版
- みんな元気（エイミー〈ケイト・ベッキンセイル〉）
- メモリー・キーパーの娘（ノラ〈グレッチェン・モル〉）
- メリンダとメリンダ（メリンダ〈ラダ・ミッチェル〉）
- リディック（デイム・ヴァーコ〈タンディ・ニュートン〉）
- Re:プレイ（アナ〈パイパー・ペラーボ〉）
- レッド・ドラゴン（リーバ・マクレーン〈エミリー・ワトソン〉） ※テレビ東京版
- 連理の枝（ウォン・ヤンジャ看護師長〈チン・ヒギョン〉）
- ロビン・ウィリアムズのもしも私が大統領だったら…（エレノア・グリーン〈ローラ・リニー〉）

#### ドラマ
- ER XIII 緊急救命室（メグ・ライリー〈ポーラ・マルコムソン〉）
- ヴィンチェンツォ（キム・ヨウォン[7]）
- NCIS 〜ネイビー犯罪捜査班 シーズン6 #13（ジョーダン・ハンプトン〈トーリ・ヒギンソン〉）
- オクニョ 運命の女（チョングム）
- オリバー・ツイスト（ナンシー）
- 救命医ハンク セレブ診療ファイル（ボニー、ルーシー）
- グッド・ワイフ（カーラ）
- コールドケース4 #21（エリザベス）
- ザ・クラウン 炎のリベンジャー（レア）
- THE TUDORS〜背徳の王冠〜（キャサリン・オブ・アラゴン〈マリア・ドイル・ケネディ〉）
- CSI:ニューヨーク6（サラ）
- CSI:マイアミ4 #11（バレリー）
- 主任警部アラン・バンクス（エリザベス・ウェアリング）
- ステート・ウイズイン 〜テロリストの幻影〜（キャロライン・ヘンリー〈ジュヌビエーヴ・オライジー〉）
- 太陽を抱く月（ハン氏）
- チャームド〜魔女3姉妹〜（プルーデンス・ハリウェル〈シャナン・ドハーティ〉）
- デスパレートな妻たち（リディア・リンキスト〈サラ・ポールソン〉、キャンディス）
- ドクター・フー
- 反撃のレスキュー・ミッション（ケイティ・ダートマス〈オーラ・ブラディ〉）
- THE BLACKLIST/ブラックリスト シーズン1 #19
- ホワイトカラー シーズン2（レネー）
- ミス・マープル5 鏡は横にひび割れて（エラ・ブラント）
- ミディアム5 霊能者アリソン・デュボア（ケイトン・リンチ〈トレイシー・ポラン〉）
- 名探偵モンク（クリスティー）
- リ・ジェネシス バイオ犯罪捜査班（キャロライン・モリソン〈マキシム・ロイ〉）

#### テレビ番組
- レリックハンター - 秘宝を探せ

#### アニメ
- おさるのジョージ
- 戦場のキックオフ
- ラプンツェル ザ・シリーズ（カライオピ）
- ロボッツ（ロレッタ・ギアグラインダー）

### ラジオ
- 心のともしび（パーソナリティ） ※カトリック系の番組だが、坪井自身が入信している事実は無い

### 舞台
- かもめ (チェーホフ)
- 十二夜
- 気骨の判決
- オセロー
- アドルフに告ぐ（1994年）
- セチュアンの善人（2024年）[8]
- わが町（2025年）[9]
- LIGHT YEARS -幾光年- The Musical（2025年公演予定）[10]